# Molophilus (Molophilus) karaka
Molophilus (Molophilus) karaka is een tweevleugelige uit de familie steltmuggen (Limoniidae). De soort komt voor in het Australaziatisch gebied.